# Obszar Chronionego Krajobrazu Puszcza i Jeziora Augustowskie
Obszar Chronionego Krajobrazu „Puszcza i Jeziora Augustowskie” – obszar chronionego krajobrazu położony w północnej części województwa podlaskiego, na terenie gmin: Kalinowo, Giby, Augustów, Płaska, Augustów (gmina wiejska, Sztabin, Nowinka, Suwałki, w powiatach ełckim, augustowskim, suwalskim i sejneńskim. 
Celem utworzenia obszaru jest ochrona i zachowanie jednego z największych i najcenniejszych pod względem przyrodniczym kompleksu leśnego Puszczy Augutowskiej oraz wartości kulturowych i historycznych Kanału Augustowskiego.

## Opis
Obszar Chronionego Krajobrazu „Puszczy i Jezior Augustowskich” utworzony został na mocy rozporządzenia Nr 82/98 Wojewody Suwalskiego z dnia 15 czerwca 1998 r. w sprawie zasad gospodarki przestrzennej na obszarach chronionego krajobrazu województwa suwalskiego.
Obszar objęty ochroną znajduje się pomiędzy parkami narodowymi, od północy graniczy z Wigierskim Parkiem Narodowym a od południa z Biebrzańskim Parkiem Narodowym. Zajmuje powierzchnię ogólną 69 574,99 ha:
- 5 969,33 ha na terenie gminy Augustów
- 4 723,98 ha na terenie gminy Lipsk
- 10 215,88 ha na terenie gminy Nowinka
- 23 887,7 ha na terenie gminy Płaska
- 6 346,73 ha na terenie gminy Sztabin
- 6 229,27 ha na terenie gminy wiejskiej Augustów
- 9 855,78 ha na terenie gminy Giby
- 2 346,32 ha na terenie gminy Suwałki

W skład obszaru chronionego wchodzi 8 040 ha gruntów zarządzanych przez Nadleśnictwo Szczebra